# Colt Express
Colt Express is een gezelschapsspel bedacht door Christophe Raimbault, en wordt uitgegeven door Ludonaute. Het spel kan gespeeld worden door 2 tot 6 spelers. Het spel won in 2015 de Spiel des Jahres en de Vlaamse prijs, de Gouden Ludo.

## Overzicht
In dit spel kruipt iedere speler in de huid van een gangster ten tijde van het Wilde Westen. Het spel speelt zich af in een 3D-trein waar de spelers met hun karakter door bewegen. Het aantal wagons is afhankelijk van het aantal spelers. Het doel van het spel is om na vijf rondes het meeste geld verzameld te hebben. Elke ronde is opgedeeld in twee fases: de planfase, waarin de spelers achtereenvolgens actiekaarten neerleggen die hun moeten helpen in het bemachtigen van geld; en de uitvoeringsfase waarbij de stapel actiekaarten in diezelfde volgorde wordt uitgevoerd. De acties van andere spelers kunnen op die manier alsnog roet in het eten gooien.

## Uitbreidingen
Er bestaan twee uitbreidingen op het basisspel:
- Paarden en Postkoets
- Marshal en Gevangenen